# Edward Robinson (archéologue)
Pour les articles homonymes, voir Edward Robinson.
Edward Robinson (1er novembre 1858 à Boston - 18 avril 1931 à New York) est un archéologue américain spécialiste de la Grèce antique. Il est d'abord nommé conservateur du musée des beaux-arts de Boston à partir de 1885, avant d'occuper la fonction de directeur, de 1902 à 1905. En 1905, il rejoint le Metropolitan Museum of Art de New York au poste de directeur-adjoint et de conservateur. À partir de 1910, il prend la direction de ce musée pendant plus de vingt années, jusqu'à sa mort en 1931.

## Carrière
Après la fin de ses études à Harvard en 1879, il poursuit ses études en archéologie à l'Université de Berlin, tout en passant du temps en Grèce. Après son retour aux États-Unis, il travaille au Slater Memorial Museum à Norwich (Connecticut). Puis en 1885, il est nommé conservateur du Boston Museum of Fine Arts. Il enseigne les antiquités classiques à Harvard de 1893 à 1894 puis de 1898 à 1902. En 1902, il est nommé directeur du Boston Museum of Fine Arts.
En 1905, il est nommé directeur adjoint du Metropolitan Museum of Art. Il se voit assigner la tâche de coordonner l'authentification de la collection chypriote de Cesnola. Lorsque Clarke démissionne de son poste de directeur en 1910, Robinson lui succède. Bien qu'il ait une vision plutôt positive de l'art moderne, il décline l'offre de Gertrude Whitney d'offrir sa collection d'art moderne au musée en 1929. Whitney, avec Juliana Force, fondera le Whitney Museum of American Art en 1930.
Robinson présida à la destinée de deux musées américains majeurs à une époque où leur conception changeait fondamentalement. Son refus de la donation de Whitney reflète le conservatisme des musées d'art de cette époque, ainsi qu'un manque de vision à long terme de sa part. Sa réorganisation du musée, commencée par Clarke, modernisa de manière significative le musée. Ses acquisitions des collections Morgan, Havemeyer et Altman démontrent son immense intérêt pour l'art, bien qu'il soit resté au fond de lui-même un spécialiste de la Grèce. Il est mort le 18 avril 1931 des suites d'une longue maladie.

## Sources
- (en) « Edward Robinson », arthistorians.info (consulté le 11 mai 2007)
- (en) Joseph Breck, "In Memoriam: Edward Robinson", vol. 26 (5), The Metropolitan Museum of Art Bulletin, JSTOR, mai 1931 (lire en ligne), p. 109, 111-112